# HD169027
HD169027 — хімічно пекулярна зоря спектрального класу A0, що має видиму зоряну величину в смузі V приблизно  6,7.
Вона  розташована на відстані близько 654,9 світлових років від Сонця.

## Пекулярний хімічний склад
Зоряна атмосфера HD169027 має підвищений вміст 
Mn
.

## Магнітне поле
Спектр даної зорі вказує на наявність магнітного поля у її зоряній атмосфері.
Напруженість повздовжної компоненти поля оціненої з аналізу
наявних ліній металів
становить  325,0± 820,0 Гаус.